# Philipp von Luxemburg

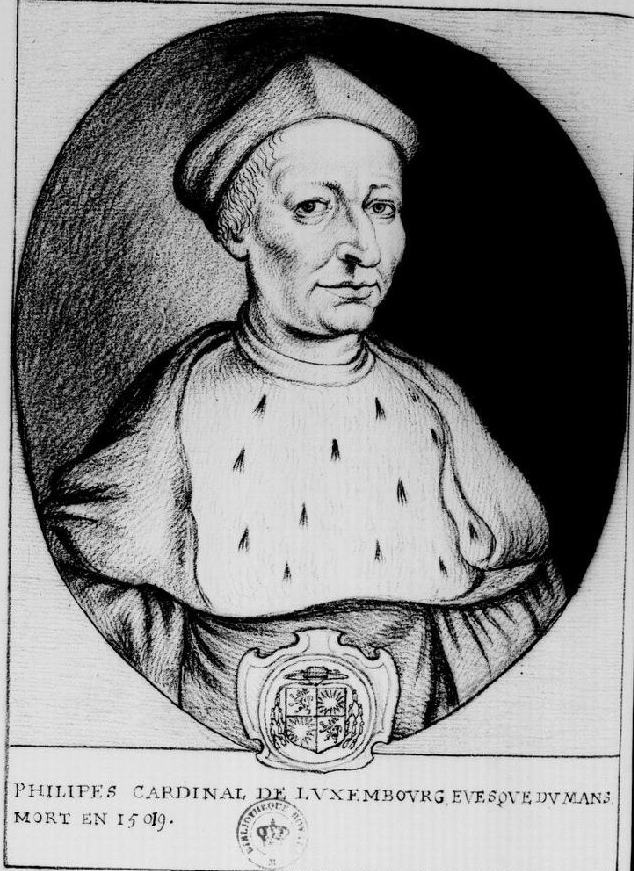
Philipp von Luxemburg als Kardinal (Abbildung aus dem 17. Jahrhundert)

Philipp von Luxemburg (* 1445 in Frankreich; † 2. Juni 1519 in Le Mans; französisch Philippe de Luxembourg) war ein Kardinal der Römischen Kirche.

## Biographie

Wappen als Bischof (vor 1495; moderne Darstellung)

Der Sohn des Pseudokardinals Thibaut von Luxemburg und der Philippe de Melun empfing die Priesterweihe für das Bistum Arras. 1476 folgte er seinem Vater als Bischof von Le Mans. Papst Alexander VI. kreierte ihn 1495 zum Kardinalpriester und verlieh ihm im gleichen Jahr die Titelkirche Santi Marcellino e Pietro. 1496 zum Bischof von Thérouanne postuliert, verzichtete er 1507 auf das Bistum Le Mans, wo ihm sein Neffe nachfolgte. Als dieser starb, übernahm er das Bistum Ende 1509 erneut. Seit Mitte 1509 auch Kardinalbischof von Albano, wurde er in demselben Jahr zusätzlich Bischof von Saint-Pons-de-Thomières. Nachdem er 1511 das suburbikarische Bistum Albano mit dem Kardinalbistum Frascati getauscht hatte, verzichtete er noch 1511 auf das Bistum Saint-Pons-de-Thomières. Sein Name stand auf einem Schriftstück, datiert auf den 16. Mai 1511, mit dem Papst Julius II. vor das Konzil von Pisa vorgeladen werden sollte. Kardinal von Luxemburg war hiervon nicht in Kenntnis gesetzt worden, er protestierte scharf dagegen und nahm nicht an der Versammlung teil. 1516 tauschte Luxemburg das Bistum Le Mans gegen das Bistum Arras, auf welches er 1518 verzichtete.
Neben seinen Bistümern war er auch noch Inhaber der Abteien Saint-Pierre de Jumiègues (1510–1518), Saint-Vincent bei Le Mans (seit 1514) und Saint-Martin de Seez. Er galt als der reichste Prälat Frankreichs. Seit 1516 war päpstlicher Legat in Frankreich.
Philipp von Luxemburg nahm an keinem der drei Konklaven teil, die während seines Kardinalates stattfanden. Er wurde in der Kathedrale von Le Mans beigesetzt.